# Albert Rosas
Albert Rosas Ubach (auch Berto Rosas; * 19. August 2002 in Andorra la Vella) ist ein andorranischer Fußballspieler.

## Karriere

### Vereine
Rosas begann in Andorras nationaler Fußballschule, der Escola Nacional de Futbol, mit dem Fußballsport. Danach gehörte er von 2018 bis 2020 der U19-Mannschaft des FC Andorra an, anschließend spielte er für eine Saison in der U19 des spanischen Vereins Lleida Esportiu.
Nach Monzón in die nordspanische Provinz Huesca gelangt, spielte er in der Saison 2021/22 für den dort ansässigen Klub Atlético Monzón. Für den Verein, der in Gruppe 17 der fünftklassigen Tercera División RFEF spielte, erzielte er 16 Tore in 27 Punktspielen. Seit Juli 2022 gehört er wieder dem FC Andorra an, der ihn zunächst über ein Leihgeschäft an den Utebo FC nahe der spanischen Stadt Saragossa abgab. Für den in Gruppe 2 der viertklassigen Segunda Federación spielenden Verein debütierte er am 4. September 2022 (1. Spieltag) beim 1:1-Unentschieden gegen die dritte Mannschaft von Real Sociedad San Sebastián. Sein erstes Tor erzielte er am 2. Oktober 2022 (5. Spieltag) beim 2:0-Sieg im Auswärtsspiel gegen SD Tarazona mit dem Treffer zum 1:0 in der 53. Minute.
Von Januar 2023 bis Juni 2024 spielte er auf Leihbasis für die Zweitvertretung von Betis Sevilla abgegeben, für die er in der viertklassigen Segunda División RFEF aktiv gewesen ist. Seit 2025 spielt er für den Ligakonkurrenten Atlético Baleares.

### Nationalmannschaft
Nachdem Rosas für die Nachwuchsnationalmannschaften Andorras in den Altersklassen U16, U17 und U19 zu Länderspieleinsätzen gekommen war, bestritt er für die U21-Nationalmannschaft in einem Zeitraum von drei Jahren insgesamt 16 Länderspiele, in denen er zwei Tore erzielte. Er bestritt neun von zehn Spielen der Qualifikation für die U-21-Europameisterschaft 2021 in Slowenien und Ungarn sowie sieben von zehn Spielen der Qualifikation für die U-21-Europameisterschaft 2023 in Rumänien und Georgien. Bei der 1:3-Niederlage gegen Österreich am 5. September 2019 und bei der 1:4-Niederlage gegen England am 25. März 2022 gelang ihm jeweils ein Tor.
Sein Debüt für die andorranische A-Nationalmannschaft gab er am 12. November 2021 im heimischen Estadi Nacional bei der 1:4-Niederlage gegen Polen im Rahmen der Qualifikation für die Weltmeisterschaft 2022. Sein erstes Tor für die A-Nationalmannschaft erzielte er am 22. September 2022 im Rheinpark Stadion Vaduz, als er beim 2:0-Sieg über die Nationalmannschaft Liechtensteins im Rahmen der Nations League in der vierten Minute den Treffer zur 1:0-Führung erzielte.